# Joan Finney

Joan Finney

Joan Marie Finney (* 12. Februar 1925 in Topeka, Kansas; † 28. Juli 2001 ebenda) war eine US-amerikanische Politikerin und von 1991 bis 1995 die 42. Gouverneurin des Bundesstaates Kansas.

## Frühe Jahre und politischer Aufstieg
Joan Finney wurde als Joan Marie McInroy geboren. Sie besuchte bis 1942 die High School in Manhattan. Später machte sie an der Washburn University in Topeka einen Abschluss in Wirtschaftsgeschichte. Zwischen 1953 und 1969 war sie Mitarbeiterin des republikanischen US-Senators Frank Carlson. Zwischen 1970 und 1972 war sie Wahlleiterin (Commissioner of Elections) im Shawnee County. 1972 bewarb sie sich erfolglos für einen Sitz im US-Senat. Danach wechselte sie die Parteizugehörigkeit und wurde Mitglied der Demokraten. Dann war sie von 1975 bis 1991 als Nachfolgerin von Tom Van Sickle State Treasurer von Kansas. 1990 wurde sie gegen den Amtsinhaber Mike Hayden zur Gouverneurin von Kansas gewählt.

## Gouverneurin von Kansas
Joan Finney trat ihre vierjährige Amtszeit am 14. Januar 1991 an. Allein durch diese Tatsache stellte sie bereits einige Rekorde auf. Sie war die erste Frau im Amt des Gouverneurs von Kansas und mit 65 Jahren auch die beim Amtsantritt älteste Person in diesem Amt. Ihre Amtszeit verlief ohne besondere Vorkommnisse. 1996 bewarb sich Joan Finney erneut erfolglos um einen Sitz im US-Senat. Danach zog sie sich aus der Politik zurück. Sie starb 2001 an Leberkrebs. Seit 1957 war sie mit Spencer Finney verheiratet; das Paar hatte drei Kinder.